# Карл Лешлі
Карл Спенсер Лешлі (англ. Karl Spencer Lashley; 7 червня 1890 — 7 серпня 1958) був американським психологом і біхевіористом, відомим за його внесок у вивчення навчання та пам'яті. У 2002 році журнал Review of General Psychology, поставив Лешлі на 61 місце серед найбільш цитованих психологів 20 століття.

## Раннє життя і освіта
Лешлі народився 7 червня 1890 року в містечку Девіс, штат Західна Вірджинія. Він був єдиною дитиною Чарльза та Меггі Лешлі. Він виріс у родині середнього класу з досить комфортним життям. Батько Лешлі займав різні місцеві політичні посади. Його мати була домогосподаркою і мала вдома величезну колекцію книг.
Лешлі вступив до Університету Західної Вірджинії, де він спочатку мав намір отримати спеціальність англійської мови. Однак він пройшов курс із зоології та змінив свою спеціальність на зоологію через спілкування з професором Джоном Блеком Джонстоном. Лешлі писав: «Протягом кількох тижнів у його класі я зрозумів, що знайшов справу свого життя».
Отримавши ступінь бакалавра мистецтв в Університеті Західної Вірджинії, Лешлі отримав викладацьку стипендію в Університеті Піттсбурга, де він викладав біологію разом з біологічними лабораторіями. Перебуваючи там, він також провів дослідження, які використав для своєї магістерської роботи. Отримавши ступінь магістра, Лешлі навчався в Університеті Джона Гопкінса, де в червні 1911 року отримав ступінь доктора філософії з генетики. Він став професором Університету Міннесоти, Чиказького університету та Гарвардського університету.
У Університеті Гопкінса Лешлі вивчав психологію під керівництвом Джона Б. Уотсона, з яким він продовжував тісно співпрацювати після отримання докторського ступеня. Саме в цей час Лешлі працював з пастухом Айворі Францом і познайомився з його методом дресирування/абляції. Уотсон мав великий вплив на Лешлі. Разом вони проводили польові експерименти та вивчали вплив різних препаратів на навчання щурів лабіринту. Уотсон допоміг Лешлі зосередитися на конкретних проблемах у навчанні та експериментальному дослідженні, а потім визначив область головного мозку, залучену до навчання та розрізнення.

## Кар'єра
Кар'єра Лешлі почалася з дослідження механізмів мозку та їх зв'язку з рецепторами чуття. Він також проводив роботу над інстинктами, а також кольоровим зором. Він вивчав багатьох тварин і приматів, чим цікавився ще з першого курсу коледжу.
Лешлі працював в Університеті Міннесоти з 1917 по 1926 рік, а потім в Інституті досліджень неповнолітніх у Чикаго, перш ніж стати професором Чиказького університету. Після цього він пішов до Гарварду, але був незадоволений і пішов звідти, ставши директором Єркської лабораторії біології приматів в Орандж-Парку, Флорида.
Найвпливовіші дослідження Лешлі були зосереджені навколо коркової основи навчання та розрізнення. Він досліджував це, дивлячись на вимірювання поведінки до та після специфічного, ретельно кількісно визначеного, індукованого пошкодження мозку у щурів. Лешлі навчав щурів виконувати певні завдання (у пошуках винагороди за їжу), а потім пошкоджував певні ділянки кори головного мозку щурів до або після навчання тварин. Поразки кори головного мозку мали специфічний вплив на отримання та збереження знань, але розташування видаленої кори не мало впливу на продуктивність щурів у лабіринті. Це привело Лешлі до висновку, що спогади не локалізовані, а широко поширені в корі головного мозку. Сьогодні ми знаємо, що розподіл енграм справді існує, але розподіл не є рівномірним у всіх областях кори, як припустив Лешлі. Його вивчення V1 (первинної зорової кори) привело його до думки, що це місце навчання та зберігання пам'яті (тобто енграма) у мозку. До такого помилкового висновку він дійшов через недосконалі методи ураження.
До 1950-х років з досліджень Лешлі виросли два окремих принципи: масова дія та еквіпотенціальність. «Масова дія» стосується ідеї про те, що швидкість, ефективність і точність навчання залежать від кількості доступної кори головного мозку. Якщо кортикальна тканина руйнується після вивчення складного завдання, погіршення виконання завдання визначається більше кількістю зруйнованої тканини, ніж її розташуванням. «Еквіпотенціальність» відноситься до ідеї, що одна частина кори може взяти на себе функції іншої частини; у функціональній зоні мозку будь-яка тканина в цій області може виконувати пов'язану з нею функцію. Тому, щоб зруйнувати функцію, необхідно знищити всю тканину в межах функціональної зони. Якщо область не знищена, тоді кора може захопити іншу частину. Ці два принципи виросли з досліджень Лешлі про коркову основу навчання та розрізнення. Це також додало нових знань в майбуню сферу дослідження нейропластичності іншими вченими.

## Подальше життя
У лютому 1954 року, викладаючи в Гарварді, Лешлі несподівано втратив свідомість і був госпіталізований. Йому поставили діагноз гемолітична анемія і призначили лікування кортизоном. Це згодом почало розм'якшувати його хребці, і в результаті була виконана спленектомія. Лешлі був на шляху до повного одужання до своєї поїздки до Франції з дружиною Клер, де він знову несподівано втратив свідомість, але цього разу до смерті 7 серпня 1958 року.

## Почесті
Лешлі був обраний до багатьох наукових і філософських товариств, включаючи Американську психологічну асоціацію (член ради 1926—1928; президент, 1929), Східну психологічну асоціацію (президент, 1937), Товариство психологів-експериментаторів, Британську психологічну асоціацію (почесний член), Американську Товариство зоологів, Американське товариство натуралістів (президент, 1947), Британський інститут вивчення поведінки тварин (почесний член), Американське товариство генетики людини, Американське фізіологічне товариство, Товариство Харві (почесний член), Національна академія наук (обраний у 1930 році). У 1938 році Лешлі був обраний членом Американського філософського товариства, найстарішого вченого товариства в Сполучених Штатах, що веде свою діяльність у 1743 році. З 1957 року Товариство присуджує щорічну премію Карла Спенсера Лешлі на знак визнання роботи з інтегративної нейронауки поведінки. У 1943 році Лешлі був нагороджений медаллю Даніеля Жиро Елліота від Національної академії наук.
Лешли отримав почесний ступінь доктора наук Піттсбурзького університету (1936), Чиказького університету (1941), Західного резервного університету (1951), Пенсільванського університету; у 1953 році Університет Джонса Гопкінса присвоїв йому ступінь почесного доктора права.

## Критика
Лешлі мав репутацію об'єктивного вченого, але Надін Вайдман намагалася викрити його расистом і генетичним детерміністом. Але Дональд Дьюсбері та інші заперечують твердження про те, що він був генетичним детерміністом, посилаючись на дослідження Лешлі, в яких він знайшов докази як генетичного, так і зовнішнього впливу на організми. Проте Дьюсбері визнає, що Лешлі був досить расистом. Він цитує рядок із листа, який Лешлі написав німецькому колезі, у якому сказано: «Шкода, що всі прекрасні тропічні країни населені неграми. Хайль Гітлер і апартеїт!» Лише цей рядок залишив би мало дискусій з цього приводу, але він цитує й інші.

## Відомі публікації
- 1923 «Біхевіористська інтерпретація свідомості». Психологічний огляд
- 1929 «Мозкові механізми та інтелект».
- 1930 «Основні нейронні механізми поведінки». Психологічний огляд
- 1932 «Дослідження динаміки поведінки». Преса Чиказького університету.
- 1935 «Механізм зору», частина 12: Нервові структури, задіяні в придбанні та збереженні звичок, заснованих на реакції на світло. Монографії порівняльної психології 11: 43–79.
- 1943 «Дослідження церебральної функції в навчанні», Journal of Comparative Neurology vol. 79.
- 1950 «У пошуках енграми». Симпозіум Товариства експериментальної біології 4: 454—482.
- 1951 «Проблема послідовного порядку в поведінці». Церебральні механізми в поведінці.